# The Smashing Pumpkins
The Smashing Pumpkins (Smashing Pumpkins) là một ban nhạc alternative rock người Mỹ xuất thân từ Chicago, được thành lập vào năm 1988 bởi các thành viên Billy Corgan (hát chính, guitar), D'arcy Wretzky (bass), James Iha (guitar) và Jimmy Chamberlin (trống). Ban từng nhiều lần thay đổi nhân sự, và đội hình hiện tại có mặt của Corgan, Chamberlin, Iha và cây guitar Jeff Schroeder.
Bên cạnh việc từ bỏ gốc rễ punk rock đi chuyển sang chơi alt-rock như nhiều nghệ sĩ đương thời, Smashing Pumpkins còn sở hữu màu sắc âm thanh đa dạng, dày tiếng và đậm đặc guitar. Từ đó họ đã kết hợp nhiều thể loại với nhau, từ gothic rock, heavy metal, dream pop đến psychedelic rock, progressive rock, shoegazing và electronica trong những bản nhạc về sau. Corgan là cây sáng tác chính của nhóm; ca từ của anh vừa mang tính giải tỏa, vừa giàu tham vọng âm nhạc đã định hình nên các ca khúc và album của ban. Chúng được miêu tả như "những bài kể chuyện chứa các vết bầm và đau khổ từ vùng đất ác mộng của Corgan".
Smashing Pumpkins đã gây đột phá vào làn sóng nhạc phổ thông với album thứ hai mang tên Siamese Dream (1993). Nhóm củng cố lượng khán giả yêu thích mình bằng cách mở rộng những chuyến lưu diễn; sản phẩm kế tiếp vào năm 1995 của ban có tựa Mellon Collie and the Infinite Sadness đã ra mắt ở vị trí quán quân ở Billboard 200. Với 30 triệu album tiêu thụ trên toàn cầu, Smashing Pumpkins là một trong những ban nhạc vừa gặt hái thành công về mặt thương mại, vừa được tán thưởng về mặt chuyên môn nhất của thập niên 1990. Tuy nhiên, những vấn nạn như đấu đá nội bộ, sử dụng ma túy và doanh số bán đĩa giảm đã dẫn đến chuyện nhóm tan rã vào năm 2000.

## Danh sách đĩa nhạc
Album phòng thu
- Gish (1991)
- Siamese Dream (1993)
- Mellon Collie and the Infinite Sadness (1995)
- Adore (1998)
- Machina/The Machines of God (2000)
- Machina II/The Friends & Enemies of Modern Music (2000)
- Zeitgeist (2007)
- Oceania (2012)†
- Monuments to an Elegy (2014)†
- Shiny and Oh So Bright, Vol. 1 / LP: No Past. No Future. No Sun. (2018)
- Cyr (2020)
- Atum: A Rock Opera in Three Acts (2023)
- Aghori Mhori Mei (2024)